# 托坎西帕

托坎西帕（西班牙語：Tocancipá）是哥倫比亞的城鎮，位於該國中部，由昆迪納馬卡省負責管轄，距離首都波哥大20公里，始建於1593年9月21日，面積73.51平方公里，海拔高度2,606米，2005年人口23,981。